# Ixtahuacán
Ixtahuacán är en kommunhuvudort i Guatemala.   Den ligger i departementet Departamento de Huehuetenango, i den västra delen av landet, 160 km nordväst om huvudstaden Guatemala City. Ixtahuacán ligger 1 592 meter över havet och antalet invånare är 3 708.
Terrängen runt Ixtahuacán är bergig norrut, men söderut är den kuperad. Runt Ixtahuacán är det ganska tätbefolkat, med 239 invånare per kvadratkilometer. Närmaste större samhälle är La Libertad, 15,4 km nordväst om Ixtahuacán. I omgivningarna runt Ixtahuacán växer huvudsakligen savannskog.